# Midnite Dynamite
Midnite Dynamite es el tercer álbum de estudio de la banda de glam metal estadounidense Kix, lanzado en 1985 por el sello Atlantic Records.

## Lista de canciones
1. "Midnite Dynamite" (Bob Halligan Jr./Purnell) – 3:51
2. "Red Hot (Black & Blue)" (Halligan Jr./Purnell) – 3:23
3. "Bang Bang (Balls of Fire)" (Halligan Jr./Purnell/Winger) – 4:00
4. "Layin' Rubber" (Halligan Jr./Purnell) – 3:52
5. "Walkin' Away" (Halligan Jr./Purnell/Palumbo) – 4:56
6. "Scarlet Fever" (Halligan Jr./Purnell) – 4:20
7. "Cry Baby" (Halligan Jr./Purnell) – 4:17
8. "Cold Shower" (Purnell/Palumbo) – 5:02
9. "Lie Like a Rug" (Purnell/Palumbo) – 3:41
10. "Sex" (Purnell/Whiteman) – 3:56

## Personal
- Steve Whiteman – voz, armónica, saxofón
- Ronnie "10/10" Younkins – guitarra
- Brian "Damage" Forsythe – guitarra
- Donnie Purnell – bajo, teclados
- Jimmy "Chocolate" Chalfant – batería, percusión

### Músicos adicionales
- Anton Fig – batería
- Mike Slamer – guitarras
- Beau Hill – teclados